# Ульяново (Зубцовский район)
Ульяново — деревня в Зубцовском районе Тверской области, административный центр Ульяновского сельского поселения.

## География
Деревня расположена на берегу реки Шоша в 41 км на восток от районного центра Зубцова. 

## История

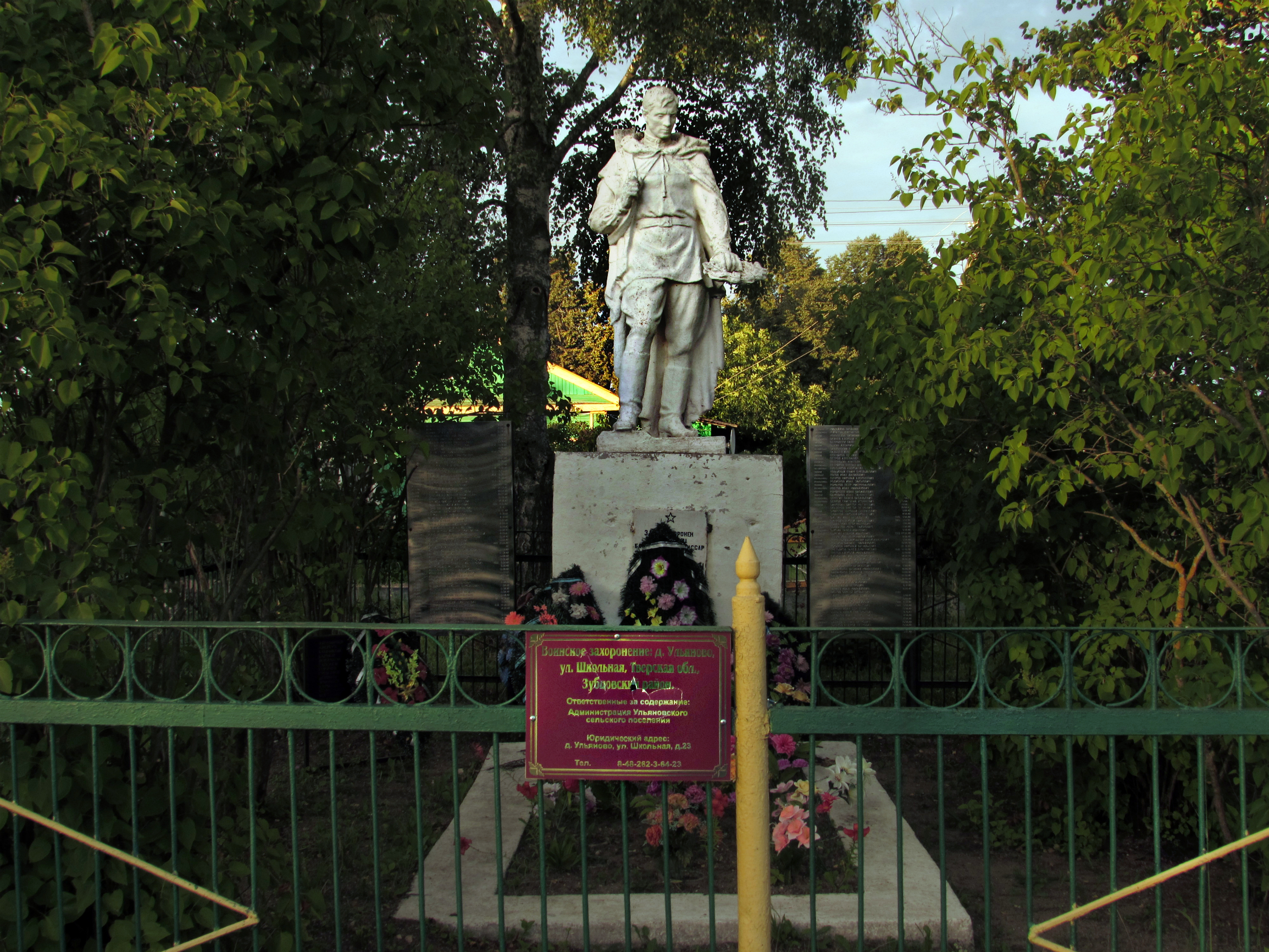
Воинское захоронение в деревне

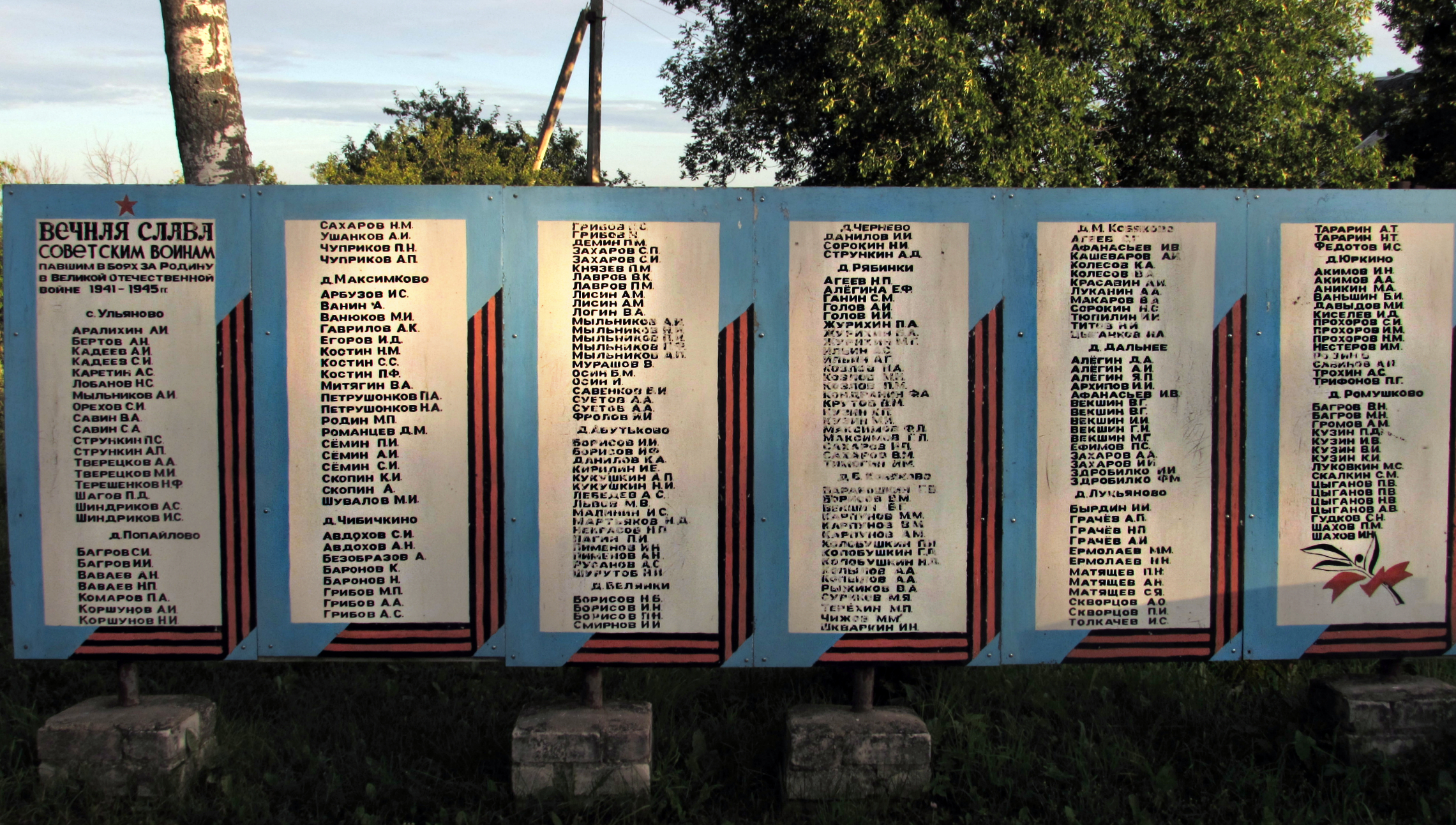
Мемориал советским войнам, павшим в боях за Родину в Великой Отечественной войне 1941-1945

В 1834 году в селе была построена каменная Успенская церковь с 3 престолами.
В конце XIX — начале XX века село являлось центром Ульяновской волости Зубцовского уезда Тверской губернии. В 1888 году в селе было 75 дворов, земское училище, 3 кузницы, ветряная мельница, 3 трактира, 2 чайных и 6 мелочных лавок, торговая площадь, еженедельная по четвергам ярмарка (главный товар - лен, объем ежегодных продаж - 200 тыс. руб.); промыслы: пастухи, извозчики, торговцы. 
С 1929 года деревня являлась центром Ульяновского сельсовета Погорельского района Ржевского округа Западной области, с 1935 года — в составе Калининской области, с 1960 года — в составе Зубцовского района, с 1994 года — центр Ульяновского сельского округа, с 2005 года — центр Ульяновского сельского поселения. 

## Население
| 1859 | 1888 | 1897 | 1920 | 1997 | 2002 | 2010 |
| ---- | ---- | ---- | ---- | ---- | ---- | ---- |
| 441  | ↗521 | ↗659 | ↗676 | ↘350 | ↘306 | ↘279 |

## Инфраструктура
В деревне имеются Ульяновская средняя общеобразовательная школа, детский сад, дом культуры, фельдшерско-акушерский пункт, отделение почтовой связи, пекарня.